# Madaras
Madaras (em croata: Modaroš, Madaroš) é um município da Hungria, situado no condado de Bács-Kiskun. Tem 49,31 km² de área e sua população em 2015 foi estimada em 2.642 habitantes.